# Killection
| Оценки критиков | Оценки критиков |
| Источник        | Оценка          |
| --------------- | --------------- |
| Metal Hammer    | [ 4 ]           |
| Rock Hard       | [ 5 ]           |
| Blabbermouth    | [ 6 ]           |
| Metal.de        | [ 7 ]           |
| Laut.de         | [ 8 ]           |
| Soundi          | [ 9 ]           |
| Powermetal.de   | [ 10 ]          |

Killection — десятый студийный альбом финской хард-рок группы Lordi. Выпущен 31 января 2020 года на лейбле AFM Records. Участники группы заявляли, что этот альбом считается «вымышленным сборником» и будет содержать песни, которые обычно можно было слышать в начале 1970-х — середине 1990-х годов.

## Список композиций
Все тексты написаны Томи «Mr. Lordi» Путаансуу и Трейси Липп, вся музыка написана Томи «Mr. Lordi» Путаансуу, за исключением указанных.
| №                   | Название                           | Текст песни            | Музыка                              | Длительность |
| ------------------- | ---------------------------------- | ---------------------- | ----------------------------------- | ------------ |
| 1.                  | «Radio SCG 10»                     |                        |                                     | 1:23         |
| 2.                  | «Horror for Hire»                  |                        |                                     | 3:22         |
| 3.                  | «Shake the Baby Silent»            |                        | Mr Lordi, Хелла                     | 3:36         |
| 4.                  | «Like a Bee to the Honey»          | Пол Стэнли, Жан Бовуар | Пол Стэнли, Жан Бовуар              | 4:13         |
| 5.                  | «Apollyon»                         |                        |                                     | 5:11         |
| 6.                  | «SCG10 The Last Hour»              |                        |                                     | 1:31         |
| 7.                  | «Blow My Fuse»                     |                        |                                     | 3:31         |
| 8.                  | «I Dug a Hole in the Yard for You» |                        |                                     | 4:11         |
| 9.                  | «Zombimbo»                         |                        |                                     | 4:53         |
| 10.                 | «Up to No Good»                    |                        |                                     | 3:58         |
| 11.                 | «SCG10 Demonic Semitones»          |                        |                                     | 1:20         |
| 12.                 | «Cutterfly»                        |                        |                                     | 4:20         |
| 13.                 | «Evil»                             |                        |                                     | 4:34         |
| 14.                 | «Scream Demon»                     |                        | Mr Lordi, Юсси Сюдянмаа, Жан Бовуар | 4:38         |
| 15.                 | «SCG10 I Am Here»                  |                        |                                     | 1:51         |
| Общая длительность: | Общая длительность:                | Общая длительность:    | Общая длительность:                 | 52:34        |

| №   | Название    | Длительность |
| --- | ----------- | ------------ |
| 15. | «Carnivore» | 3:26         |

## Участники записи
Lordi
- Томи «Mr. Lordi» Путаансуу — вокал
- Юсси «Amen» Сюданмаа — гитара
- Hiisi — бас-гитара
- Hella — клавишные
- Mana — ударные

## Чарты
| Чарт (2020)                         | Высшая позиция |
| ----------------------------------- | -------------- |
| Финляндия (Suomen virallinen lista) | 8              |
| Германия (Offizielle Top 100)       | 13             |
| Венгрия (MAHASZ)                    | 28             |
| Швейцария (Schweizer Hitparade)     | 24             |